# Tarbagataj
Tarbagataj (in russo Тарбагатай?, in buriato Тарбагата) è un villaggio della Russia asiatica, in Siberia Orientale. È situato nella Repubblica autonoma della Burazia e appartiene al rajon Tarbagatajskij del quale è il centro amministrativo.
È situato lungo il fiume Kujtunka (affluente destro Selenga), 65 km a sud-ovest di Ulan-Udė, sulla strada R258 «Bajkal».